# Bedford Six
Bedford Six (numit și Bedford WLG) este o serie de vehicule comerciale produse de Bedford Vehicles între 1928 și 1941. Au fost produse aproximativ 698.000 de unități ale vehiculului și a fost primul vehicul al Bedford. Vehiculul împărtășea multe componente cu camioanele Chevrolet și General Motors din acea vreme. Producția vehiculului a fost oprită odată cu începerea celui de-al doilea război mondial, iar Bedford trebuia să fabrice și să producă vehicule militare, totuși producția Bedford HC a continuat.

## Istoric
„Șase” din numele vehiculului se referă la câte tone ar putea transporta vehiculul. Bedford Vehicles a eliberat camionul la câteva luni după înființare. Vehiculul a fost foarte popular aproape în întreaga lume și în lunile următoare au fost vândute în jur de 38.000 de unități în întreaga lume. În 1931 Bedford a furnizat 500 de camioane Greciei. În 1935 au fost vândute în jur de 300.000 de unități, iar vânzările au crescut în anii care au urmat. În 1941, vehiculele Bedford au trebuit să întrerupă camionul, deoarece au început să creeze camioane militare pentru război. În ciuda acestui fapt, au continuat să producă camioane ușoare Bedford HC.
După război, noul camion al lui Bedford a fost Bedford TA, care este succesorul neoficial al lui Bedford Six. Acesta a fost primul camion care nu a fost unul COE de la întreruperea modelului Bedford Six, deoarece, după întreruperea acestuia, singurele camioane cu sarcini medii au fost camioanele Bedford S. Acest camion a fost primul camion al vehiculelor Bedford și a început ca o companie de succes.

## linkuri externe
- Bedford Portugal blog